# Geoparc de l'altiplà de Mehedinți
El Geoparc de l’altiplà de Mehedinți (en romanès: Geoparcul Platoul Mehedinții) és una zona protegida (parc natural categoria V UICN) situada a Romania, al territori administratiu dels comtats Gorj (5%) i Mehedinți (95%).

## Descripció
El Geoparc de l'altiplà de Mehedinți amb una superfície de 106.500 ha va ser declarat àrea natural protegida per la Decisió del Govern número 2152 el 30 de novembre de 2004 (publicada al document oficial romanès número 38 el 12 de gener de 2005) i és una àrea de turons (barrancs, valls, paviments de pedra calcària, coves de fosses, boscos i pastures), de manera que és ric en una gran varietat de flora i fauna, algunes de les espècies endèmiques.
Espais protegits inclosos al parc: Complexul carstic de la Ponoarele, Pădurea cu liliac Ponoarele, Cheile Coșutei, Cornetul Babelor și Cerboanei, Cornetul Bălții, Cornetul și Topolniței Cave, Cornetul Bălții, Izvorul și stâncăriile de la Câmana, Pereții calcaroși de la Izvoarele Cășutei Cova d’Epuran.